# كورين غيندرون
كورين غيندرون هي عالمة اجتماع كندية، ولدت في 19 يونيو 1968.